# William Tyrrell, I barone Tyrrell
William George Tyrrell, I barone Tyrrell (17 agosto 1866 – 14 marzo 1947), è stato un diplomatico inglese.

## Biografia
Era il figlio di William Henry Tyrrell, e di sua moglie, Julia Wakefield. Venne educato in Germania (parlava fluentemente il tedesco) e al Balliol College.

## Carriera
Tyrrell prestò servizio nel Foreign Office (1889-1928). È stato segretario privato per il sottosegretario di stato per gli affari esteri Thomas Sanderson (1896-1903) e poi segretario del comitato di difesa imperiale (1903-1904) prima di essere nominato come secondo segretario presso l'ambasciata britannica a Roma.
Tyrrell supportò dell'Entente Cordiale con la Francia e non ha pensato a che un riavvicinamento con la Germania imperiale fosse possibile prima del 1914. Egli sembra essere stato uno dei pochi intimi di Grey. Nell'autunno del 1913 fu inviato a Washington come ambasciatore personale di Grey per discutere della situazione in Messico dopo la caduta di Francisco Madero.
Nella primavera del 1915 Tyrrell sembrò aver subito un collasso (forse per la morte del figlio minore quell'anno) e fu trasferito al Ministero dell'interno prima di essere responsabile del Political Intelligence Department (1916-1919). È stato sottosegretario (1925-1928) e ambasciatore britannico in Francia (1928-1934). Come sottosegretario non pensava che ci fosse una minaccia militare dal Giappone e che la Russia fosse il nemico e come ambasciatore lavorò per un accordo anglo-francese. Egli era anche sospettoso della Germania nazista.
Fu membro del consiglio privato nel 1928 e creato Barone Tyrrell nel 1929. Nel 1935 divenne presidente del British Board of Film Censors, posto che mantenne fino al 1947.

## Matrimonio
Sposò, il 22 aprile 1890, Margaret Ann Urquhart (?-1939), figlia di David Urquhart. Ebbero quattro figli:
- Hugo William Louis Tyrrell (1891-1918);
- Francis Chichester Victor Tyrrell (1891-15 febbraio 1915);
- Harriet Anne Tyrrell, sposò in prime nozze Sir Adrian Holman e in seconde nozze Jack William Leslie Crawshay;
- Margaret Julia Tyrrell (?-11 febbraio 1925), sposò Ronald Kenneth Duncan Renton, non ebbero figli.

## Morte
Morì il 14 marzo 1947.